# Куччаго
Куччаго (итал. Cucciago) — коммуна в Италии, располагается в регионе Ломбардия, подчиняется административному центру Комо.
Население составляет 3196 человек, плотность населения составляет 799 чел./км². Занимает площадь 4 км². Почтовый индекс — 22060. Телефонный код — 031.
Покровительницей коммуны почитается Пресвятая Богородица, празднование 5 августа.